# Coronary Reconstruction
Coronary Reconstruction è un EP del gruppo death metal Aborted, pubblicato nel 2010 principalmente come EP digitale, in quanto sono state stampate solo 1000 copie fisiche. L'unico membro reduce dal precedente album Strychnine.213 è il frontman Sven "Svencho" de Caluwé.

## Tracce
1. Coronary Reconstruction – 4:28
2. From a Tepid Whiff – 3:24
3. Grime – 3:40
4. A Cadaverous Dissertation – 4:23
5. Left Hand Path (cover degli Entombed) – 6:39

## Formazione
- Sven de Caluwé - voce
- Eran Segal - chitarra
- Ken Sorceron - chitarra
- Cole Martinez - basso
- Dirk Verbeuren - batteria